# سال بيبو
سالفاتور بيبو (من مواليد 24 أغسطس 1974) هو لاعب كرة قدم إنجليزي سابق لعب كحارس مرمى. كان مدرب حراس المرمى في أرسنال.